# 녓레강
녓레강(베트남어: Sông Nhật Lệ / 瀧日麗)은 베트남 꽝빈성 동허이시에 있는 강이다. 녓레강은 152km로, 이 중 끼엔장강이 58km이고, 롱다이강이 77km이다. 이 강은 레투이현의 끼엔장강과 꽝닌현의 롱다이강이 합류하여 형성된다.
녓레강은 중부 지방의 아름다운 강이다. 녓레강은 남동으로 흐르는 베트남의 대부분의 강과 달리 북동쪽으로 흐른 뒤 남중국해로 흘러 들어간다. 이 강 하구에는 인기 있는 관광 명소인 백색의 고운 모래사장이 몇 군데 있다. 베트남의 역사에서 이 강은 참파 왕국과 대월과 대월 내부의 세족들, 특히 찐-응우옌 전쟁 사이에 벌어진 여러 전쟁의 현장이었다.
동호이시의 오른쪽으로 여행자들은 동호이성, 꽝빈시, 타인타이를 쉽게 찾을 수 있다. 동호이시에서 멀지 않은 반경으로, 남동쪽으로는 녓레 해변과 바우쪼 유적, 바오닌 관광촌이 있고, 서쪽으로는 퐁냐께방 세계 유산, 호찌민 도로의 유적지, 짤로나파우 국제 경계 무역 지역이 있다. 북쪽으로 조금 더 가면 리호아 경관 지역이 있다. 조금만 더 멀리 가면 자인강, 데오응안, 붕쭈아, 옌섬이 있고, 남쪽으로는 보응우옌잡 생가의 기념점, 응우옌 흐우까인사, 방 온천(분출구에서 뿜어내는 105도의 온도로는 베트남 유일의 광천수)가 있다. 아름답고 시적인 풍경 문화 그리고 다른 역사적 분석과 함께 안마 호수를 방문하는 것도 좋은 경험이 된다.

## 같이 보기
- 녓레 해변